# Ghindărești
Ghindărești (oroszul: Новенькое) község Romániába, Dobrudzsa vidékén, Constanța megyében.

## Fekvése
A település az ország délkeleti részén található, Konstancától nyolcvan kilométerre északnyugatra, a legközelebbi várostól, Hârşovától tizenegy kilométerre délkeletre, a Duna jobb partjától négyszáz méterre helyezkedik el..

## Története
Régi török neve Dizdar, románul Ghizăreşti vagy Ghisdăreşti. Első írásos említése 1837-ből való. Az itt élők főleg mezőgazdasággal, folyami halászattal és a turizmussal foglalkoznak.

## Lakossága
A nemzetiségi megoszlás a következő:
| 2002             | 2002 | 2002   |
| ---------------- | ---- | ------ |
| Lipovánok        | 2576 | 94,98% |
| Románok          | 125  | 4,60%  |
| Romák            | 2    | 0,07%  |
| Magyarok         | 1    | 0,03%  |
| Bolgárok         | 1    | 0,03%  |
| Horvátok         | 1    | 0,03%  |
| Nem nyilatkoztak | 6    | 0,22%  |
| Összesen         | 2712 | 100,0% |